# Parentesco

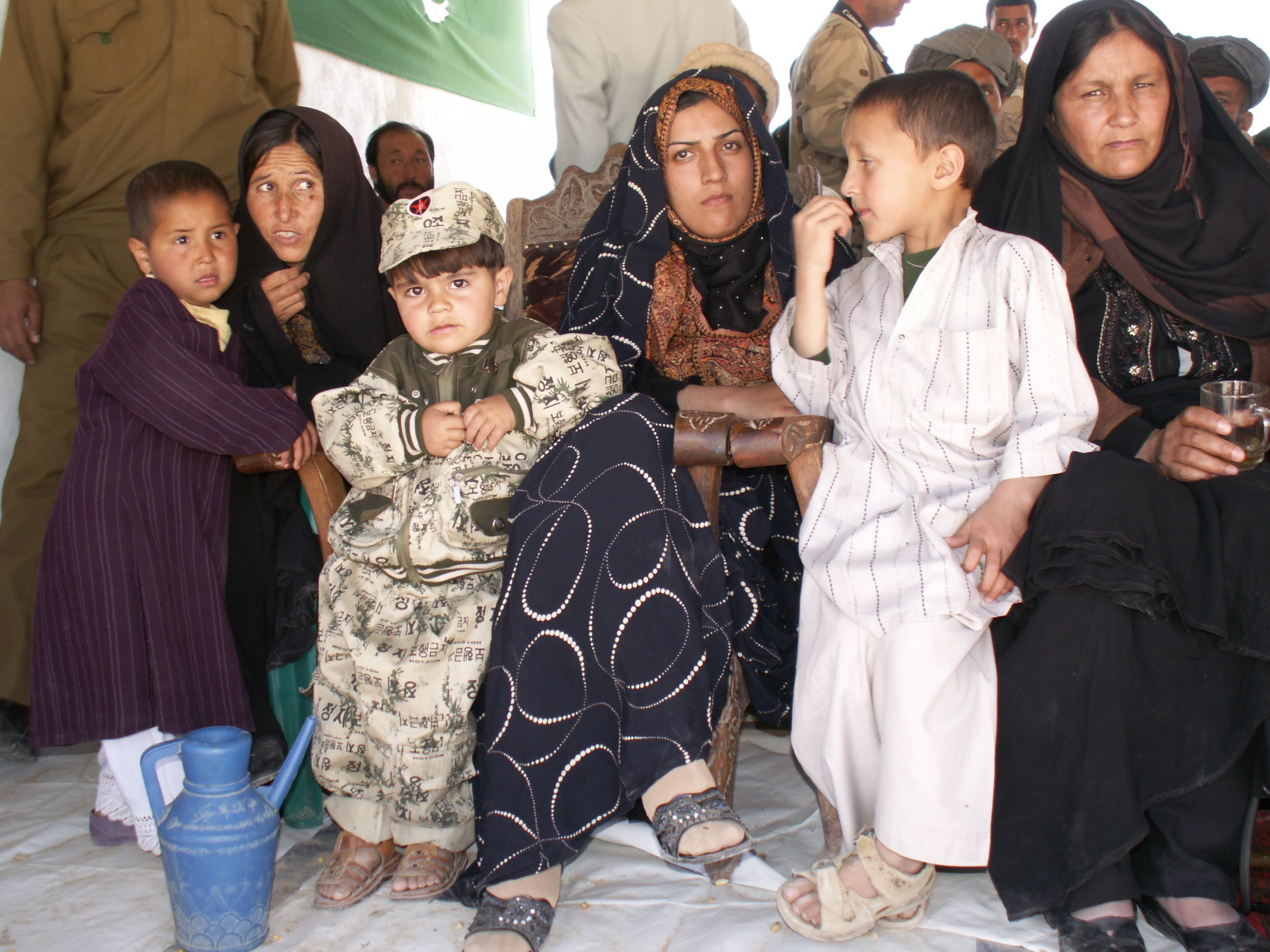
Una familia extensa multigeneracional en Čaġčarān, Provincia de Gaur, Afganistán

El parentesco es el vínculo fundado sobre la existencia de una filiación común, una alianza matrimonial o una adopción. 
Tiene diferentes acepciones dependiendo desde el punto de vista que se le observe: 
1. En el sentido biológico son las "relaciones de sujetos que descienden unos de otros o de un mismo tronco común y que, además, comparten una misma carga genética."[1]
2. En el sentido jurídico es el "vínculo jurídico existente entre las personas que descienden de un mismo progenitor (parentesco de consanguinidad); entre el marido y los parientes de la mujer y entre la mujer y los del marido (parentesco de afinidad) y entre el adoptante y el adoptado (parentesco civil)."[2]

En antropología, parentesco es la red de relaciones sociales que forman una parte importante de la vida de todos los seres humanos en todas las sociedades, aunque sus significados exactos incluso dentro de esta disciplina son a menudo objeto de debate. El antropólogo Robin Fox afirma que el estudio del parentesco es el estudio de lo que los humanos hacen con estos hechos básicos de la vida apareamiento, gestación, paternidad, socialización, hermanamiento, etc. La sociedad humana es única, argumenta, en el sentido de que estamos "trabajando con la misma materia prima que existe en el mundo animal, pero [nosotros] podemos conceptualizarla y categorizarla para servir a fines sociales"  Estos fines sociales incluyen la socialización de los niños y la formación de grupos económicos, políticos y religiosos básicos.
El parentesco puede referirse tanto a los patrones de las relaciones sociales en sí, o puede referirse al estudio de los patrones de las relaciones sociales en una o más culturas humanas (es decir, los estudios de parentesco). A lo largo de su historia, la antropología ha desarrollado una serie de conceptos y términos relacionados en el estudio del parentesco, como descendencia, grupo descendiente, linaje, afinidad/afín, consanguinidad/cognado y parentesco ficticio. Además, incluso dentro de estos dos amplios usos del término, existen diferentes enfoques teóricos.
En términos generales, se puede considerar que los patrones de parentesco incluyen a personas relacionadas tanto por descendencia - es decir, relaciones sociales durante el desarrollo - como por matrimonio. Las relaciones de parentesco humano a través del matrimonio se denominan comúnmente "afinidad", en contraste con las relaciones que surgen en el propio grupo de origen, que puede denominarse grupo de ascendencia. En algunas culturas, puede considerarse que las relaciones de parentesco se extienden a las personas con las que un individuo tiene relaciones económicas o políticas, u otras formas de conexiones sociales. Dentro de una cultura, se puede considerar que algunos grupos de ascendencia se remontan a dioses o antepasados animales (tótems). Esto puede concebirse de forma más o menos literal.
El parentesco también puede referirse a un principio por el cual los individuos o grupos de individuos se organizan en grupos sociales, roles, categorías y genealogía mediante terminologías de parentesco. Las relaciones familiares pueden representarse de forma concreta (madre, hermano, abuelo) o abstracta mediante grados de parentesco (distancia de parentesco). Una relación puede ser relativa (por ejemplo, un padre en relación con un hijo) o reflejar un absoluto (por ejemplo, la diferencia entre una madre y una mujer sin hijos). Los grados de parentesco no son idénticos a herencia o sucesión legal. Muchos códigos de ética consideran que el vínculo de parentesco crea obligaciones entre las personas emparentadas más fuertes que entre los extraños, como en el confuciano, piedad filial.
En un sentido más general, el parentesco puede referirse a una similitud o afinidad entre entidades sobre la base de algunas o todas sus características que son objeto de atención. Esto puede deberse a un origen ontológico compartido, una conexión histórica o cultural compartida, o algunas otras características compartidas percibidas que conectan a las dos entidades. Por ejemplo, una persona que estudie las raíces ontológicas de las lenguas humanas (etimología) podría preguntarse si existe parentesco entre la palabra inglesa seven y la alemana sieben. Puede utilizarse en un sentido más difuso como, por ejemplo, en el titular de las noticias "Madonna siente parentesco con la vilipendiada Wallis Simpson", para implicar una similitud o empatía sentida entre dos o más entidades.
En biología, "parentesco" suele referirse al grado de relación genética o al coeficiente de parentesco entre miembros individuales de una especie (por ejemplo, como en la teoría de la selección de parentesco). También puede utilizarse en este sentido específico cuando se aplica a las relaciones humanas, en cuyo caso su significado se aproxima más a la consanguinidad o la genealogía.

## Conceptos básicos

### Tipos de familia

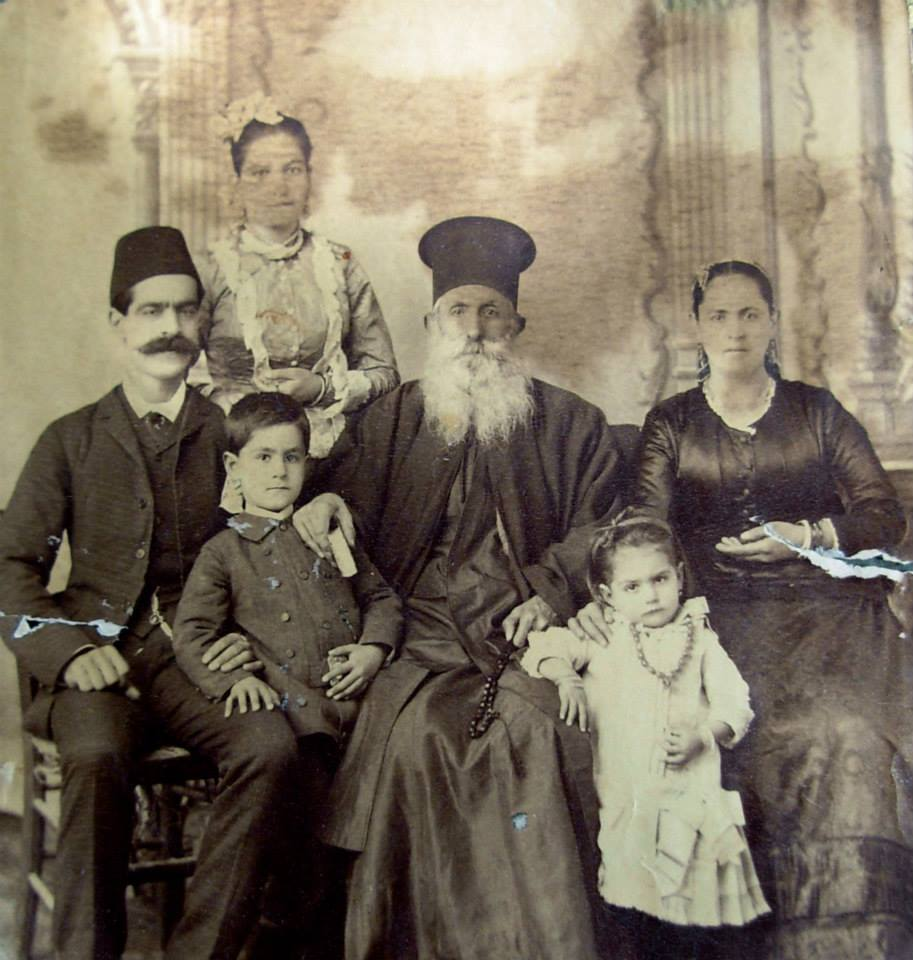
Una familia extensa multigeneracional de ortodoxos orientales sacerdote en Jerusalén, c. 1893

La familia es un grupo de personas afiliadas por consanguinidad (por nacimiento reconocido), afinidad (por matrimonio), o co-residencia/consumo compartido (véase Parentesco de crianza). En la mayoría de las sociedades, es la principal institución para la socialización de los niños. Como unidad básica para la crianza de los hijos, los antropólogos suelen clasificar la organización familiar en matrifocal (una madre y sus hijos); conyugal (un marido, su mujer y sus hijos; también llamada familia nuclear); avuncular (un hermano, su hermana y sus hijos); o familia extensa en la que padres e hijos conviven con otros miembros de la familia de uno de los progenitores.
Sin embargo, producir hijos no es la única función de la familia; en las sociedades con división sexual del trabajo, el matrimonio, y la consiguiente relación entre dos personas, es necesario para la formación de un hogar económicamente productivo.

### Terminología

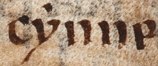
Una mención de "cȳnne" (parientes) en el Beowulf

Las distintas sociedades clasifican las relaciones de parentesco de manera diferente y, por lo tanto, utilizan distintos sistemas de terminología de parentesco - por ejemplo, algunas lenguas distinguen entre tíos afines y tíos consanguíneos, mientras que otras
tienen una sola palabra para referirse tanto a un padre como a sus hermanos. Las terminologías de parentesco incluyen los términos de dirección utilizados en diferentes lenguas o comunidades para los distintos parientes y los términos de referencia utilizados para identificar la relación de estos parientes con ego o entre sí.
Las terminologías de parentesco pueden ser descriptiva o clasificatorio. Cuando se utiliza una terminología descriptiva, un término se refiere sólo a un tipo específico de relación, mientras que una terminología clasificatoria agrupa muchos tipos diferentes de relaciones bajo un mismo término. Por ejemplo, la palabra hermano en las sociedades angloparlantes indica un hijo del mismo progenitor; por lo tanto, las sociedades angloparlantes utilizan la palabra hermano como un término descriptivo que se refiere únicamente a esta relación.  En cambio, en muchas otras terminologías clasificatorias del parentesco, el primo hermano varón de una persona (ya sea hijo del hermano de la madre, hijo de la hermana de la madre, hijo del hermano del padre, hijo de la hermana del padre) también puede denominarse hermano.
Los principales patrones de sistemas de parentesco que se conocen y que Lewis Henry Morgan identificó a través de la terminología de parentesco en su obra de 1871 Sistemas de consanguinidad y afinidad de la familia humana son:
- Sistema iroqués de parentesco (también conocido como "fusión bifurcada").
- Sistema crow de parentesco (una expansión de la fusión bifurcada)
- Sistema omaha de parentesco (también una expansión de la fusión bifurcada)
- Sistema esquimal de parentesco (también denominado "parentesco lineal")
- Sistema hawaiano de parentesco (también denominado "sistema generacional")
- Sistema sudanés de parentesco (también denominado "sistema descriptivo")

Existe un séptimo tipo de sistema sólo identificado como distinto posteriormente:
- Parentesco dravidiano (el tipo clásico de parentesco clasificatorio, con fusión bifurcada pero totalmente distinto del iroqués). La mayor parte del parentesco aborigen australiano también es clasificador.

Los seis tipos (cuervo, esquimal, hawaiano, iroqués, omaha, sudanés) que no son totalmente clasificatorios (dravidiano, australiano) son los identificados por Murdock (1949) antes de que Lounsbury (1964) redescubriera los principios lingüísticos de los términos de parentesco clasificatorio.

## Concepto
En sentido estricto, es el vínculo que une a las personas que descienden unas de otras o que tienen un ascendiente común, esto es, que se hallan unidas por una comunidad de sangre. En sentido amplio, parentesco es la relación o unión de varias personas por virtud de la naturaleza o la ley. En particular, se puede señalar que el parentesco  es común en todas las familias  del mundo. 

(...) es el nexo jurídico que existe entre los descendientes de un progenitor común, entre un cónyuge y los parientes de otro consorte, o entre el adoptante y el adoptado.
Gallegos, 2006, pág. 65

## Formas de parentesco
El parentesco entre dos personas se puede producir de tres formas diferentes:

Relaciones de parentesco en español. Los sistemas terminológicos de parentesco pueden ser completamente diferentes en distintas sociedades. Dentro de esa clasificación antropológica, el sistema hispanohablante corresponde al sistema esquimal de parentesco.

### Parentesco de consanguinidad
El parentesco de consanguinidad es la relación que existe entre las personas unidas por un vínculo de sangre, es decir, que tienen al menos un ancestro en común. La proximidad en el parentesco por consanguinidad se determina por el número de generaciones que separan a los dos parientes, y se mide en grados, correspondiendo cada grado a la separación entre una persona y sus padres o hijos.
Estos vínculos de parentesco consanguíneo se organizan en líneas de parentesco, formadas por una serie consecutiva de grados, entre las que se pueden distinguir:
- Línea recta: la serie de grados existente entre personas que descienden una de la otra.
  - Línea recta ascendente: une a alguien con aquellos de los que desciende de manera directa: padres, abuelos, bisabuelos, tatarabuelos, trastatarabuelos y así sucesivamente.
  - Línea recta descendente: liga al ancestro con los que descienden sucesivamente de él de manera directa: hijos, nietos, bisnietos, tataranietos, trastataranietos y así sucesivamente.
- Línea colateral: la serie de grados existente entre personas que tienen un ascendiente común, sin descender una de la otra: hermanos, tíos,   primos,

Esto se encuentra regulado en los artículos 915 a 918 del Código civil español, en el artículo 27 del Código civil chileno, en los artículos 190 a 198 del Código civil guatemalteco y en los artículos 37 a 39 del Código Civil venezolano.

### Parentesco de afinidad
La afinidad es el vínculo que se establece entre un cónyuge y los parientes consanguíneos del otro, o bien, recíprocamente, entre una persona y los cónyuges de sus parientes consanguíneos. El grado y la línea de la afinidad se determinan según el grado y la línea de la consanguinidad. Es decir, una persona es pariente por afinidad de todos los parientes consanguíneos de su cónyuge en la misma línea y grado que este lo es de ellos por consanguinidad. Recíprocamente, los cónyuges de los parientes consanguíneos de una persona son parientes por afinidad de esta en la misma línea y grado que el pariente consanguíneo del que son cónyuges.
La relación existente entre un grupo de parientes consanguíneos y los parientes consanguíneos del cónyuge de uno de ellos, que podría denominarse «doble afinidad» (por ejemplo, la relación existente entre los consuegros o los concuñados o concuños, no genera parentesco en el Derecho hispano. Es decir, el matrimonio no crea parentesco entre los afines de uno de los cónyuges y los del otro.
También existe el término «contrapariente», que significa "pariente de parientes": 'No es primo directo mío; es un contrapariente porque es primo de mi cuñado.'

### Parentesco civil
Entre los romanos se conocía como agnatio al vínculo puramente civil existente entre personas sujetas a una misma patria potestad, fueran o no descendientes de quien la ostentaba. La naturaleza de este vínculo no residía en la sangre, sino en el poder. 
La adopción también crea un tipo especial de parentesco, llamado «parentesco civil» o «parentesco por adopción», entre el adoptado y el adoptante, así como entre el adoptado y la familia del adoptante. En general, el parentesco entre un adoptado y su familia adoptante se considera exactamente igual que el de un miembro familiar de origen consanguíneo.

## Grados de parentesco
Estos son:

### Consanguinidad
- grado cero: ego
- primer grado: padres e hijos
- segundo grado: hermanos, abuelos y nietos
- tercer grado: tíos, sobrinos, bisabuelos y bisnietos
- cuarto grado: primos, tíos-abuelos, sobrinos-nietos, tatarabuelos y tataranietos
- así sucesivamente

### Afinidad
- grado cero: cónyuges
- primer grado: suegros, yernos/nueras, padrastros y hijastros
- segundo grado: cuñados, abuelos políticos, nietos políticos, hermanastros, abuelastros y nietastros
- tercer grado: tíos políticos, sobrinos políticos, bisabuelos políticos, bisnietos políticos, tíastros, sobrinastros, bisabuelastros y bisnietastros
- cuarto grado: primos políticos, tíos-abuelos políticos, sobrinos-nietos políticos, tatarabuelos políticos, tataranietos políticos, primastros, tíos-abuelastros, sobrinos-nietastros, tatarabuelastros y tataranietastros
- así sucesivamente

### Por adopción
- primer grado: adoptantes y perhijados

## Efectos de parentesco
Sirve para ampliar la esfera de derechos entre parientes.

### Derechos que derivan del parentesco
Los principales derechos que derivan del parentesco son: la pensión alimenticia, la patria potestad y la herencia.

### Obligaciones que nacen del parentesco
La pensión alimenticia, en su aspecto pasivo; el respeto y la consideración que los descendientes deben a sus ascendientes, y la tutela legítima.

### Incapacidades que derivan del parentesco
La incapacidad para contraer matrimonio entre parientes cercanos; la prohibición que impone la ley, en determinados casos, para servir como testigos, en juicio, a un pariente, y la incapacidad para ocupar determinados cargos de la administración pública, cuando un aspirante a dichos cargos ya ocupa otros dentro de la propia administración.
La obligación alimenticia. Entre las obligaciones derivadas del parentesco figura, de modo preeminente, la obligación alimenticia, que es recíproca, pues el que la cumple tiene, a su vez, el derecho de exigirla (Artículo 301 del Código Civil). En virtud de esta obligación, el deudor debe procurar al acreedor todos los medios necesarios para que este no carezca de alimentos, habitación, medicinas, educación, etcétera, es decir, lo necesario para vivir decorosamente.

## Biología evolutiva
En evolución, parentesco significa parentesco evolutivo, es decir, dos taxones relacionados filogenéticamente.